# أندرو كومب
أندرو كومب (بالإنجليزية: Andrew Combe) (و. 1797 – 1847 م) هو طبيب، وعالم وظائف الأعضاء، وعالم تشريح من المملكة المتحدة لبريطانيا العظمى وأيرلندا، ومملكة بريطانيا العظمى، ولد في إدنبرة، توفي عن عمر يناهز 50 عاماً.

## التعليم
تعلم في جامعة إدنبرة، وتعلم في جامعة باريس، وتعلم في Royal High School, Edinburgh ‏
.